# Hartgar
Hartgar (altres ortografies Hirchar, Hircar, Hirkar, Hircarius) era bisbe de Lieja de 840 fins a la seva mort el 855. Des del 845 va també esdevenir abat de les abadies de Stavelot i Malmedy.
Hartgar eix d'un nissaga noble franca i un confident del rei Lotari I qui va encarregar-lo d'un viatge diplomàtic cap al vaticà, cantat a un poema de Sedulius Scottus. El subjecte de la missió prop de Lleó IV no és conegut. Va construir el primer palau bisbal de Lieja. Va convidar Scottus, un monjo irlandès com a director per a propulsar l'escola capitularia de la catedral de Sant Lambert. Scottus és l'única font contemporani que consegrà unes línies a Hartgar.
Morí a Lieja el 29 de setembre de 855.